# Estació de Vallparadís Universitat
Vallparadís Universitat (UPC-Vallparadís en el projecte constructiu) és una estació de ferrocarril de Ferrocarrils de la Generalitat de Catalunya (FGC) a la població de Terrassa, a la comarca del Vallès Occidental, per on circulen trens de la línia suburbana S1 corresponent a la línia Barcelona-Vallès. L'estació, situada a la nova plaça dels Drets Humans, vora el parc de Vallparadís i el campus de Terrassa de la Universitat Politècnica de Catalunya. Si bé estava previst inaugurar la prolongació de la línia el juny del 2012, per problemes pressupostaris la data es va anar endarrerint i finalment va entrar en servei el 29 de juliol del 2015.
L'any 2019 va registrar l'entrada de 1.182.708 passatgers.

## Serveis ferroviaris
| Línia Barcelona-Vallès de FGC |                 |       |                           |                         |
| Procedència/Destinació        | <               | Línia | >                         | Procedència/Destinació  |
| Barcelona - Pl. Catalunya     | Terrassa Rambla |       | Terrassa Estació del Nord | Terrassa Nacions Unides |

## Galeria d'imatges

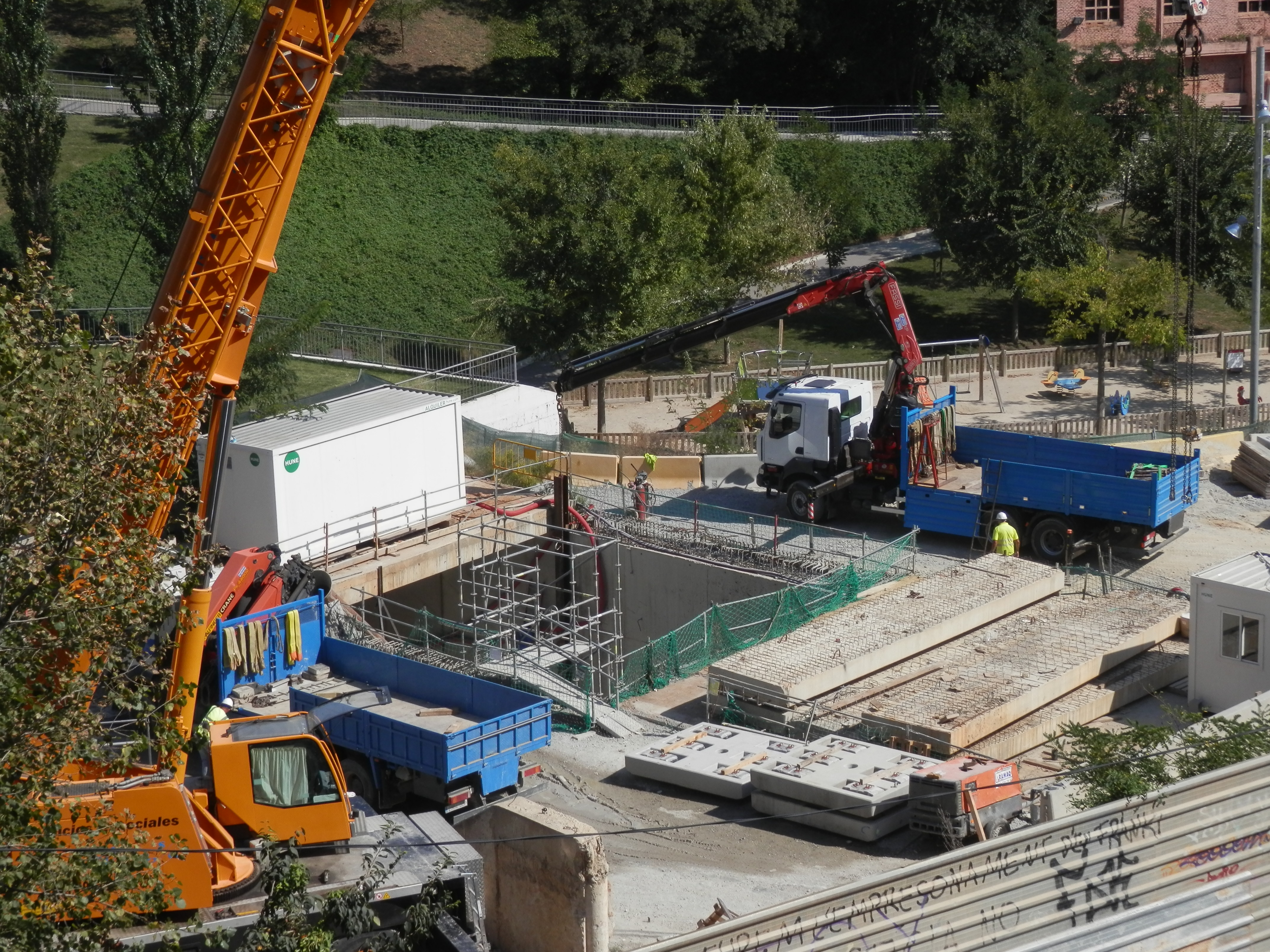
Pou per la construcció del túnel i l'estació el 2013
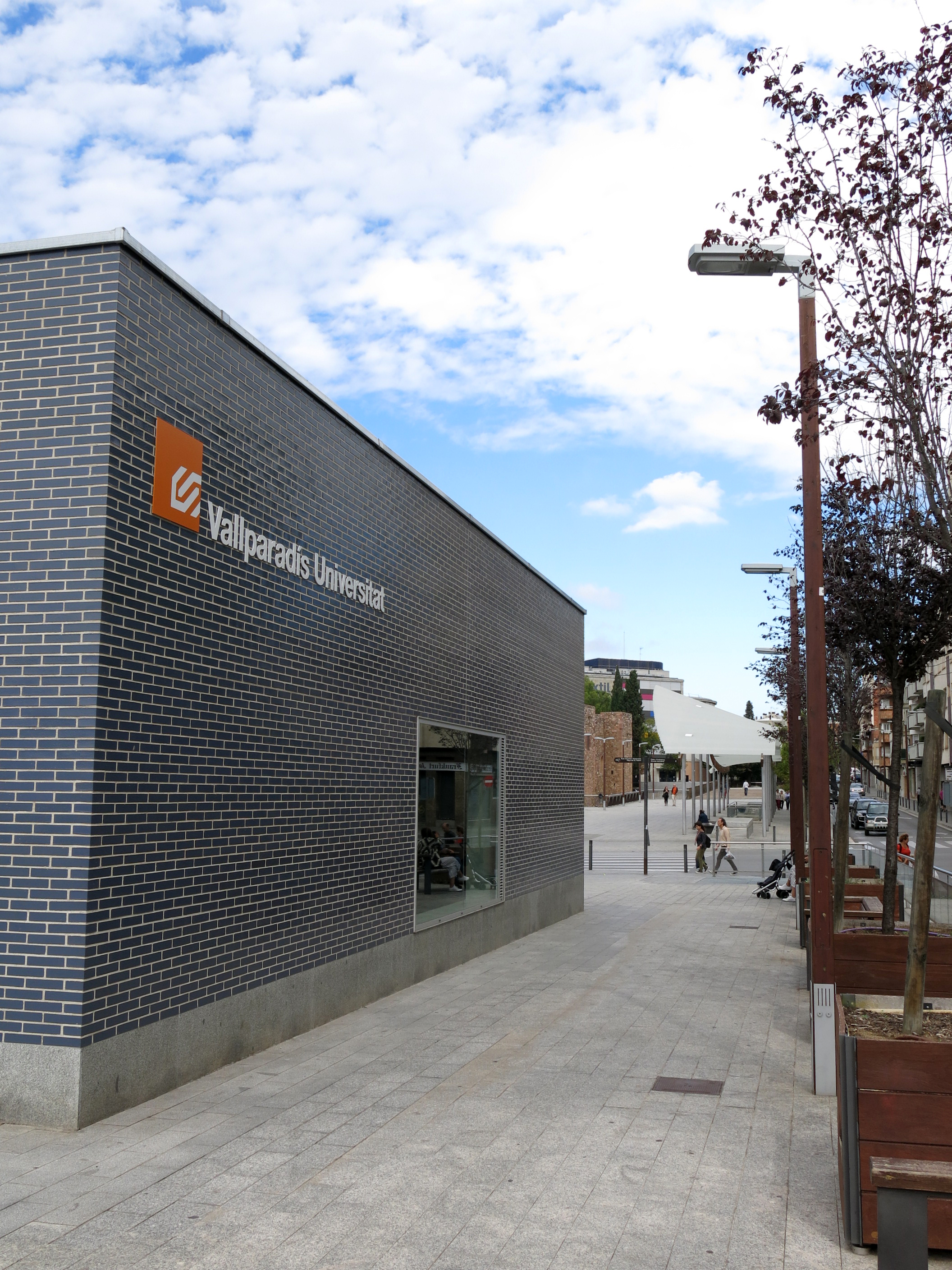
Accés superior per la plaça dels Drets Humans
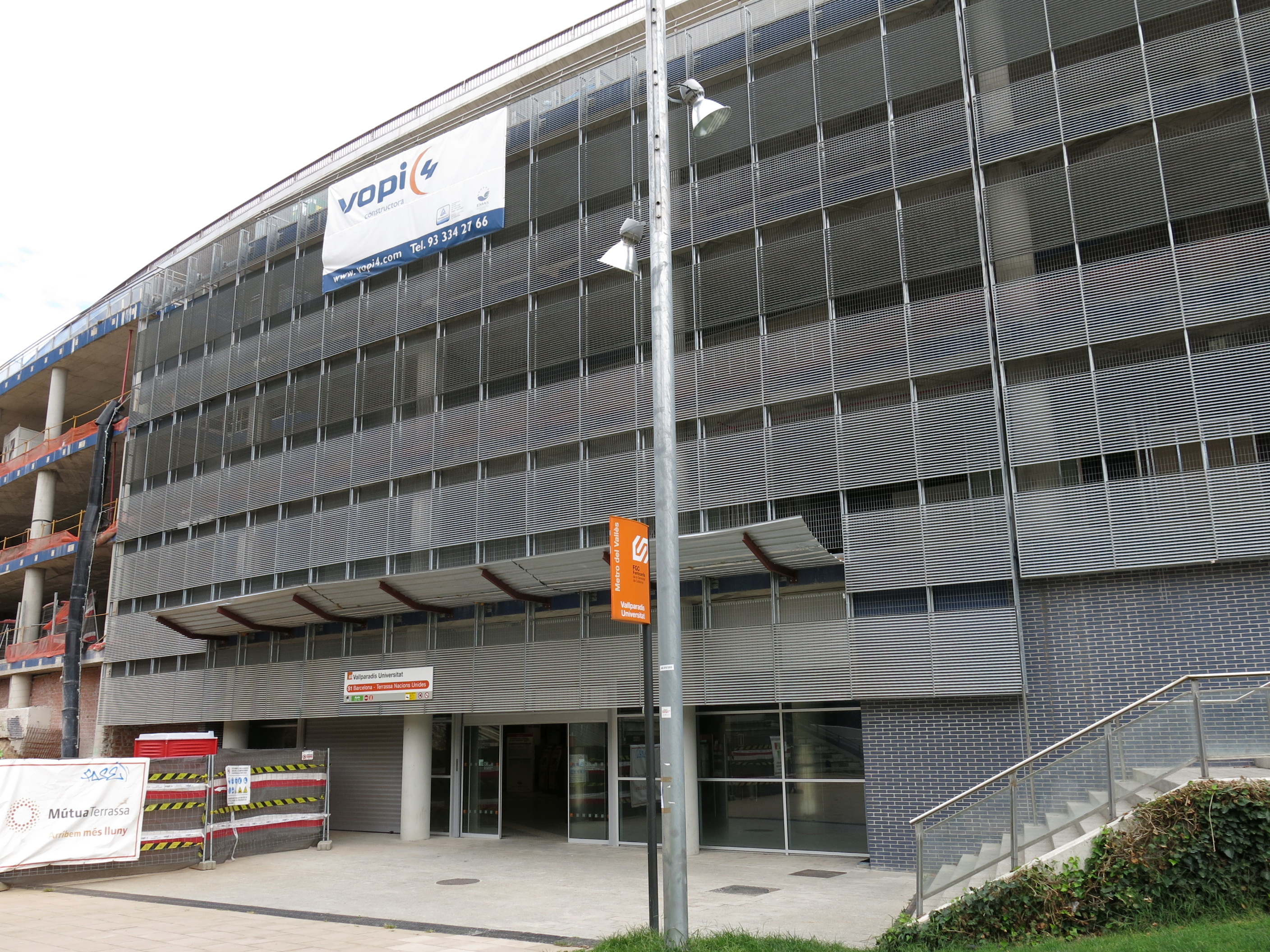
Accés inferior pel parc de Vallparadís
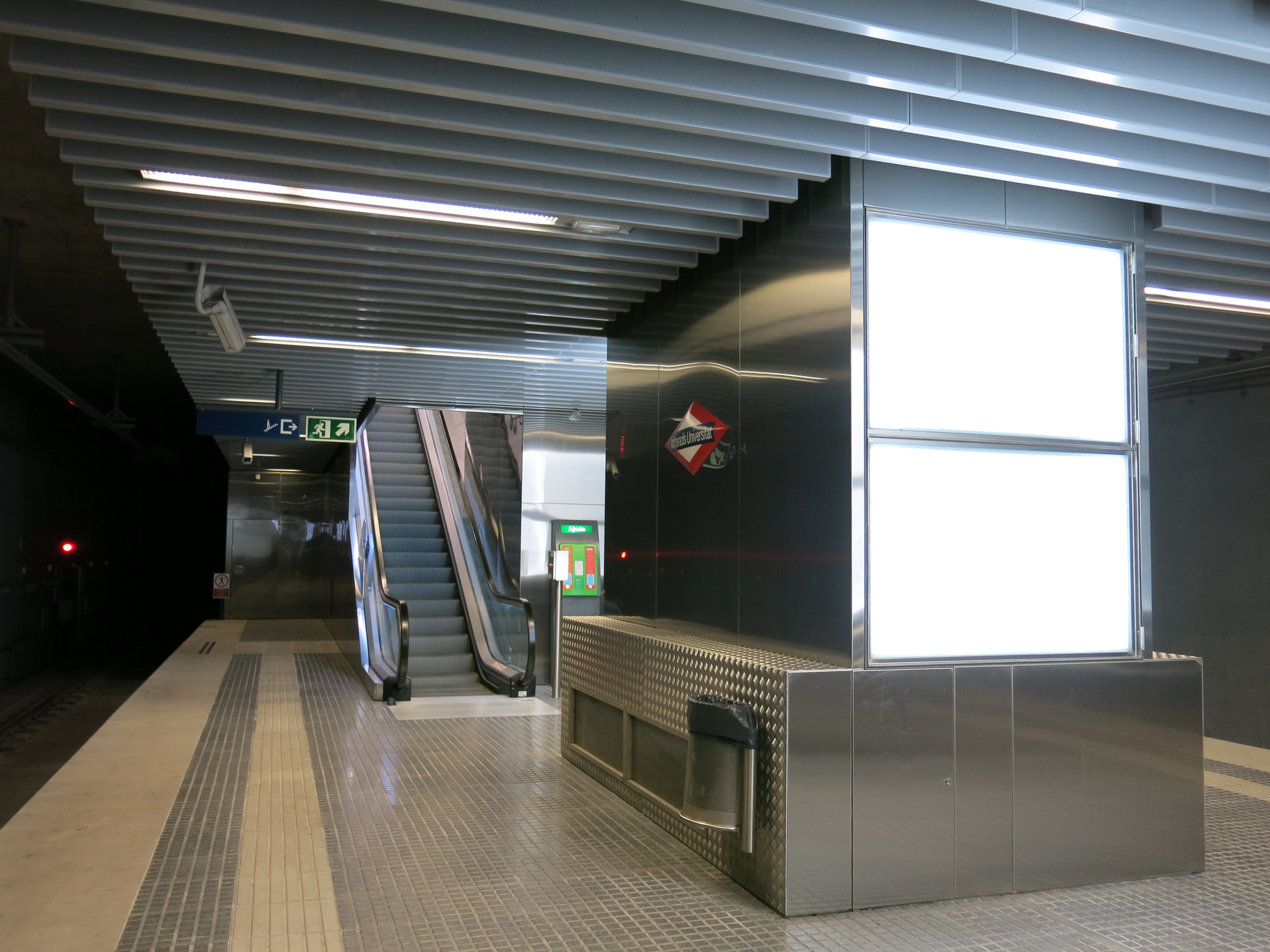
Entrada a l'andana